# Кубок ГДР по футболу

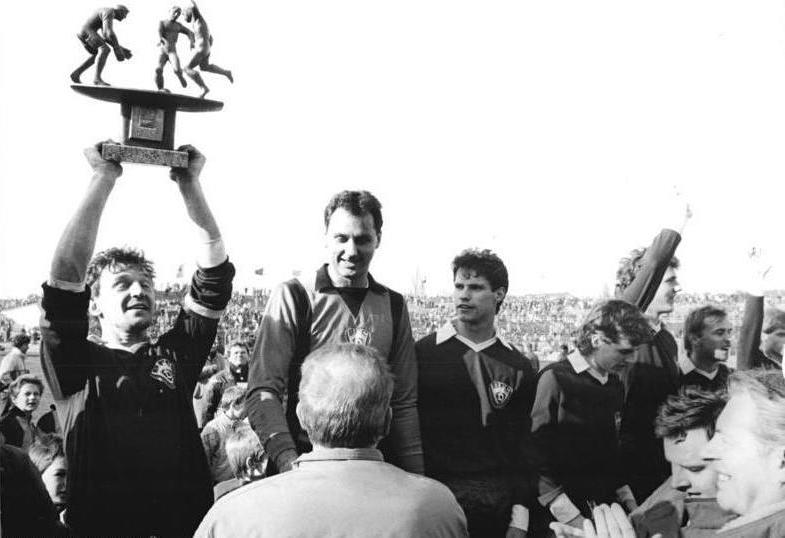
БФК «Динамо» в 1989 году с последним вариантом кубка ОСНП

Кубок ОСНП по футболу (в русскоязычных СМИ его часто называют Кубком ГДР по футболу) — главный кубок по футболу в Германской Демократической Республике. Его учредителем было Объединение свободных немецких профсоюзов (ОСНП).
Команды Оберлиги и Лиги (второй лиги) автоматически принимали участие в турнире, другие команды должны были проходить квалификацию на уровне округов.
До середины 1980-х годов из-за большого числа клубов второй лиги (60 в пяти группах турнира — так называемых «эстафетах»), соревнование было излишне громоздким. Победитель Кубка ОСНП имел право в следующим сезоне участвовать в Кубке обладателей Кубков УЕФА. Если обладатель кубка одновременно становился чемпионом страны (то есть оформлял «дубль»), то вместо него в Кубке Кубков участвовал финалист Кубок ОСНП.
С 1975 года финал всегда проводился в Берлине, на «Стадионе молодёжи мира» (Stadion der Weltjugend). В 1970-х и 1980-х годах средняя посещаемость финальных матчей составила от 30 до 55 тысяч зрителей. Лишь финал последнего розыгрыша, прошедший 2 июня 1991 года, собрал на трибунах только 4800 зрителей.
Больше всех (по 7 раз) Кубком ОСНП владели ФК «Магдебург», не проигравший ни в одном из своих финальных матчей, и «Динамо» Дрезден, игравшее в финале 11 раз. «Ганза» Росток в 1991 году стала последним обладателем кубка.
Три клуба из числа победителей Кубок ОСНП сумели дойти в следующем сезоне до финала Кубка обладателей кубков — «Магдебург» (обладатель трофея 1974 года), «Карл Цейсс» Йена и «Локомотив» Лейпциг.
| день                                    | Победитель              | Финалист                      | Результат      |
| --------------------------------------- | ----------------------- | ----------------------------- | -------------- |
| 28 августа 1949                         | Вагонбау Дессау         | Гера Зюд                      | 1:0            |
| 3 сентября 1950                         | Шталь Тале              | Эрфурт                        | 4:0            |
| 1951 — не состоялся (до 1954 через год) |                         |                               |                |
| 14 сентября 1952                        | Фольксполицай Дрезден   | Айнхайт Панков                | 3:0            |
| 1953 — не состоялся                     |                         |                               |                |
| 3 июля 1954                             | Форвертс Берлин         | Мотор Цвиккау                 | 2:1            |
| 19 июня 1955                            | Висмут Карл-Маркс-Штадт | Эмпор Росток                  | 3:2 (д.в.)     |
| 16 декабря 1956                         | Хеми Галле              | Форвертс Берлин               | 2:1            |
| 22 декабря 1957                         | Локомотив Лейпциг       | Эмпор Росток                  | 2:1 (д.в.)     |
| 14 декабря 1958                         | Айнхайт Дрезден         | Локомотив Лейпциг             | 2:1 (д.в.)     |
| 6 декабря 1959                          | Динамо Берлин           | Висмут Карл-Маркс-Штадт       | 3:2            |
| 7 октября 1960                          | Мотор Йена              | Эмпор Росток                  | 3:2 (д.в.)     |
| 1961 — не состоялся                     |                         |                               |                |
| 10 июня 1962                            | Хеми Галле              | Динамо Берлин                 | 3:1            |
| 1 мая 1963                              | Мотор Цвикау            | Хеми Цайтц                    | 3:0            |
| 13 июня 1964                            | Ауфбау Магдебург        | Лейпциг                       | 3:2            |
| 8 мая 1965                              | Ауфбау Магдебург        | ФК Карл Цейсс Йена            | 2:1            |
| 30 апреля 1966                          | Хеми Лейпциг            | Локомотив Штендаль            | 1:0            |
| 30 апреля 1967                          | Мотор Цвикау            | Ганза Росток                  | 3:0            |
| 9 июня 1968                             | Унион Берлин            | ФК Карл Цейсс Йена            | 2:1            |
| 1 июня 1969                             | 1. ФК Магдебург         | ФК Карл-Маркс-Штадт           | 4:0            |
| 13 июня 1970                            | Форвертс Берлин         | Локомотив Лейпциг             | 4:2            |
| 2 июня 1971                             | Динамо Дрезден          | Динамо Берлин                 | 2:1 (д.в.)     |
| 14 мая 1972                             | ФК Карл Цейсс Йена      | Динамо Дрезден                | 2:1            |
| 1 мая 1973                              | 1. ФК Магдебург         | Локомотив Лейпциг             | 3:2            |
| 13 апреля 1974                          | ФК Карл Цейсс Йена      | Динамо Дрезден                | 3:1 (д.в.)     |
| 14 июня 1975                            | Заксенринг Цвиккау      | Динамо Дрезден                | 5:3 (пенальти) |
| 1 мая 1976                              | Локомотив Лейпциг       | Форвертс (Франкфурт-на-Одере) | 3:0            |
| 28 мая 1977                             | Динамо Дрезден          | Локомотив Лейпциг             | 3:2            |
| 29 апреля 1978                          | 1. ФК Магдебург         | Динамо Дрезден                | 1:0            |
| 28 апреля 1979                          | 1. ФК Магдебург         | Динамо Берлин                 | 1:0 (д.в.)     |
| 17 мая 1980                             | ФК Карл Цейсс Йена      | Рот-Вайсс Эрфурт              | 3:1 (д.в.)     |
| 7 июня 1981                             | Локомотив Лейпциг       | Форвертс Франкфурт            | 4:1            |
| 1 мая 1982                              | Динамо Дрезден          | Динамо Берлин                 | 6:5 (пенальти) |
| 4 июня 1983                             | 1. ФК Магдебург         | ФК Карл-Маркс-Штадт           | 4:0            |
| 26 мая 1984                             | Динамо Дрезден          | Динамо Берлин                 | 2:1            |
| 6 июня 1985                             | Динамо Дрезден          | Динамо Берлин                 | 3:2            |
| 31 мая 1986                             | Локомотив Лейпциг       | Унион Берлин                  | 5:1            |
| 13 июня 1987                            | Локомотив Лейпциг       | Ганза Росток                  | 4:1            |
| 4 июня 1988                             | Динамо Берлин           | ФК Карл Цейсс Йена            | 2:0 (д.в.)     |
| 1 апреля 1989                           | Динамо Берлин           | ФК Карл-Маркс-Штадт           | 1:0            |
| 2 июня 1990                             | Динамо Дрезден          | ФК Шверин                     | 2:1            |
| 2 июня 1991                             | Ганза Росток            | Шталь Айзенхюттенштадт        | 1:0            |

Варианты кубка
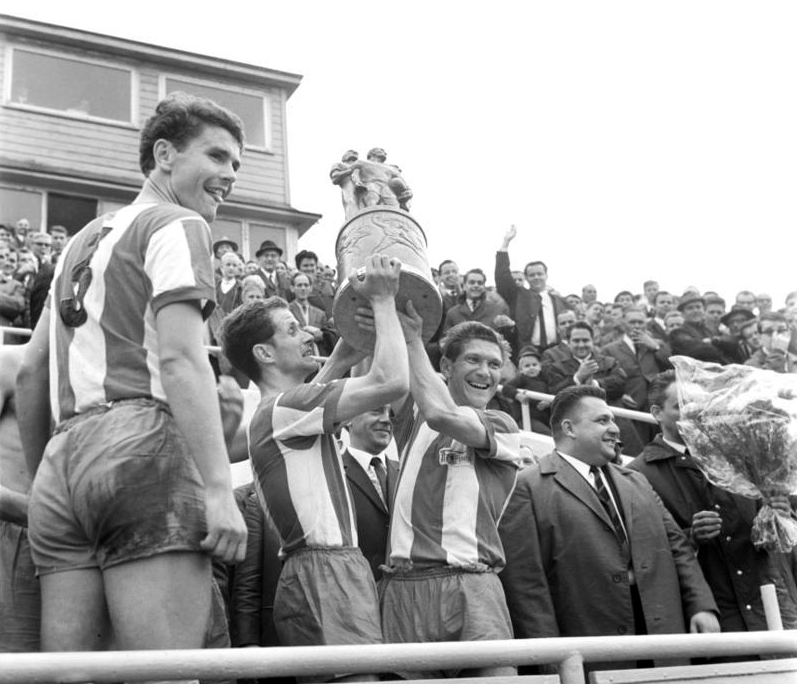
ФК «Унион» (Берлин) в 1968 году с первым вариантом кубка.
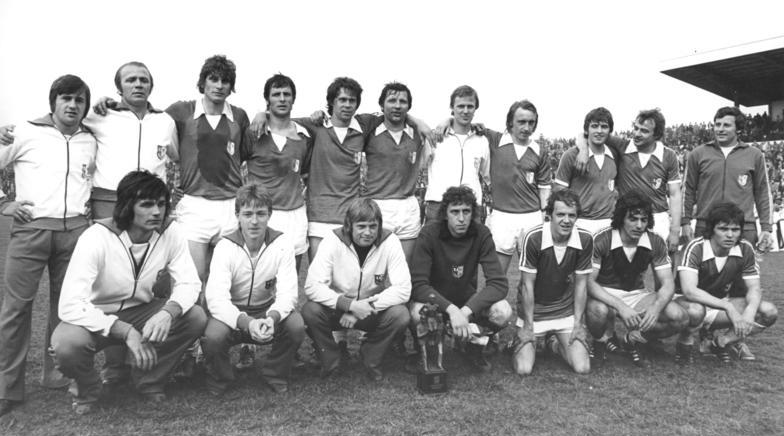
ФК «Магдебург» в 1978 году со вторым вариантом кубка.
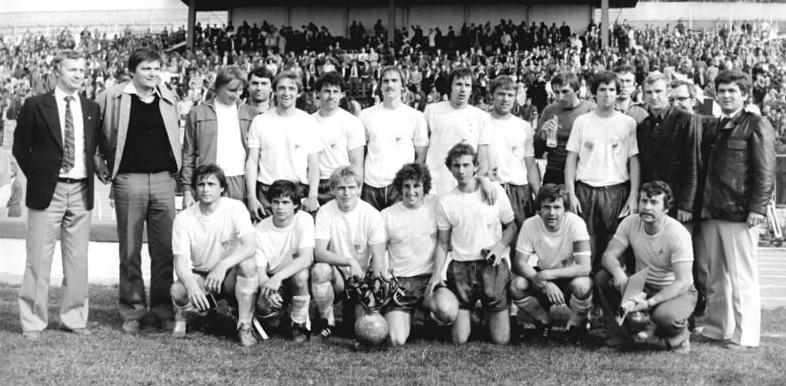
ФК «Карл Цейсс» (Йена) в 1980 году с третьим вариантом кубка.
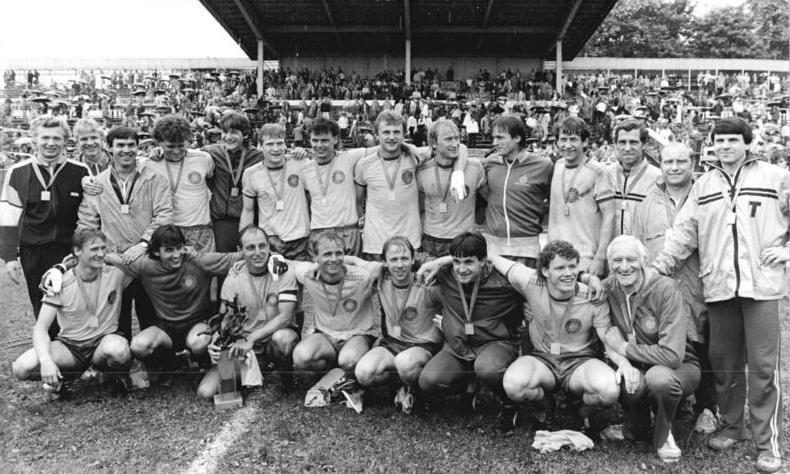
ФК «Локомотив» (Лейпциг) в 1986 году с четвёртым вариантом кубка.

## Тренеры-победители
- Ханс Мейер[нем.] — 3 (1972, 1974, 1980)
- Хайнц Крюгель[нем.] — 3 (1962, 1969, 1973)

Ещё 8 тренеров выигрывали кубок по 2 раза.